# Anusim
Dieser Artikel wurde in der Qualitätssicherung Religion eingetragen. Hilf mit, die inhaltlichen Mängel dieses Artikels zu beseitigen, und beteilige dich an der Diskussion.
Der Ausdruck Anusim (hebr. אנוסים, Plural von anús gezwungen) ist eine rabbinische juristische Bezeichnung für Juden, die zum Verlassen des Judentums gegen ihren Willen gezwungen wurden und die, so weit ihnen nur möglich, das Judentum unter diesen repressiven Umständen weiter praktizieren. Er leitet sich ab vom talmudischen Begriff abera be’ones (Traktat Avoda sara 54a).
Für jüdische Häretiker werden in der Mischna  die synonymen Bezeichnungen Kofer, Min oder auch Epikuros verwendet, nach dem griechischen Philosophen Epikur. Die Mischna enthält keine Definitionen dieser Begriffe – doch wird davon ausgegangen, dass es sich dabei um Personen handelt, welche nicht an die Vorsehung Gottes glauben.
Aufgrund der massenhaften Zwangsbekehrungen von Juden in Spanien und Portugal im 14. und 15. Jahrhundert wurde der Ausdruck anusim zur Zeit der Inquisition von spanischen Rabbinern häufig verwendet. Beispiel:
Hinsichtlich der Abstammung sind alle Israeliten Brüder. Wir sind alle Söhne eines Vaters, die Rebellen (reshaim) und Verbrecher, die Häretiker (meshumadim) und Gezwungenen (anusim) und die Proselyten (gerim), die zum Haus Jakobs hinzugefügt werden. All diese sind Israeliten. Selbst wenn sie Gott verließen oder ihn verleugneten oder sein Gebot verletzten, liegt das Joch des Gesetzes noch auf ihren Schultern und wird nie von ihnen entfernt werden. [R. Saadia ibn Danan, Rabbiner und Talmudist aus Granada, gest. 1493 in Oran, Response in Khemdah Genuzah, 15b]

## Nicht-rabbinische Literatur
In der nicht-rabbinischen Literatur nennt man die Anusim „Conversos,“ „Neuchristen,“ „Kryptojuden“ oder „Marranen“. Die katholische Kirche prägte die ersten beiden Bezeichnungen. Die dritte ist eher eine moderne Schöpfung durch Historiker. Die vierte, ursprünglich abwertende Bezeichnung, ist in der heutigen Forschung eine gängige Bezeichnung für (zwangs-)bekehrte Juden sephardischer Abstammung.

## Rabbinische Literatur
Die Anusim haben einen speziellen Platz in der rabbinischen Literatur. Da die Absage an das Judentum gegen den Willen des Betroffenen erfolgt war, gelten Anusim in jeglicher Hinsicht weiterhin als jüdisch. Das heißt, dass trotz der Zwangsbekehrung von Anusim geschlachtetes Fleisch, von Anusim bereiteter Wein, von Anusim geschlossene Ehen etc. halachisch anerkannt werden.
Alle Nachkommen von Anusim über die mütterliche Linie sind ausdrücklich Juden, weil nach jüdischem Gesetz das Kind einer israelitischen Frau ein Israelit ist – unabhängig davon, in welchem Glauben das Kind heranwächst.